# Шиманьский, Александр
Александр Шиманьский (пол. Aleksander Szymański, род. 24 января 1933) — польский шахматист и физик.

## Биография
Участник чемпионатов Польши 1952 и 1953 гг. В чемпионате 1952 г. разделил 3—4 места с Х. Шапелем и получил бронзовую медаль на основании лучшего коэффициента Бергера.
В составе сборной Польши участник командных чемпионатов мира среди студентов 1955 и 1956 гг.
В 1957 г. вместе с В. Литмановичем и Э. Арламовским выпустил книгу «Reflektorem po szachownicach świata» («Прожектором по шахматному миру»).
После окончания учёбы отошёл от шахмат.

## Основные спортивные результаты
| Год  | Город    | Соревнование                                                         | +  | − | = | Результат | Место |
| ---- | -------- | -------------------------------------------------------------------- | -- | - | - | --------- | ----- |
| 1952 | Катовице | Чемпионат Польши                                                     | 12 | 5 | 4 | 14 из 21  | 3—4   |
| 1953 | Краков   | Чемпионат Польши                                                     | 5  | 6 | 6 | 8 из 17   | 11—13 |
| 1955 | Лион     | Командный чемпионат мира среди студентов (сборная Польши, ?-я доска) |    |   |   |           |       |
| 1956 | Уппсала  | Командный чемпионат мира среди студентов (сборная Польши, ?-я доска) |    |   |   |           |       |